# عارفيه
عارفيه (بالتركية: Arifiye)‏ هي بلدة ومُديريَّة تقع في ولاية سقارية بتركيا. تصل مساحتها إلى 75 كم²، وترتفع عن سطح البحر حوالي 40 م.